# Unteroffizierschule des Heeres

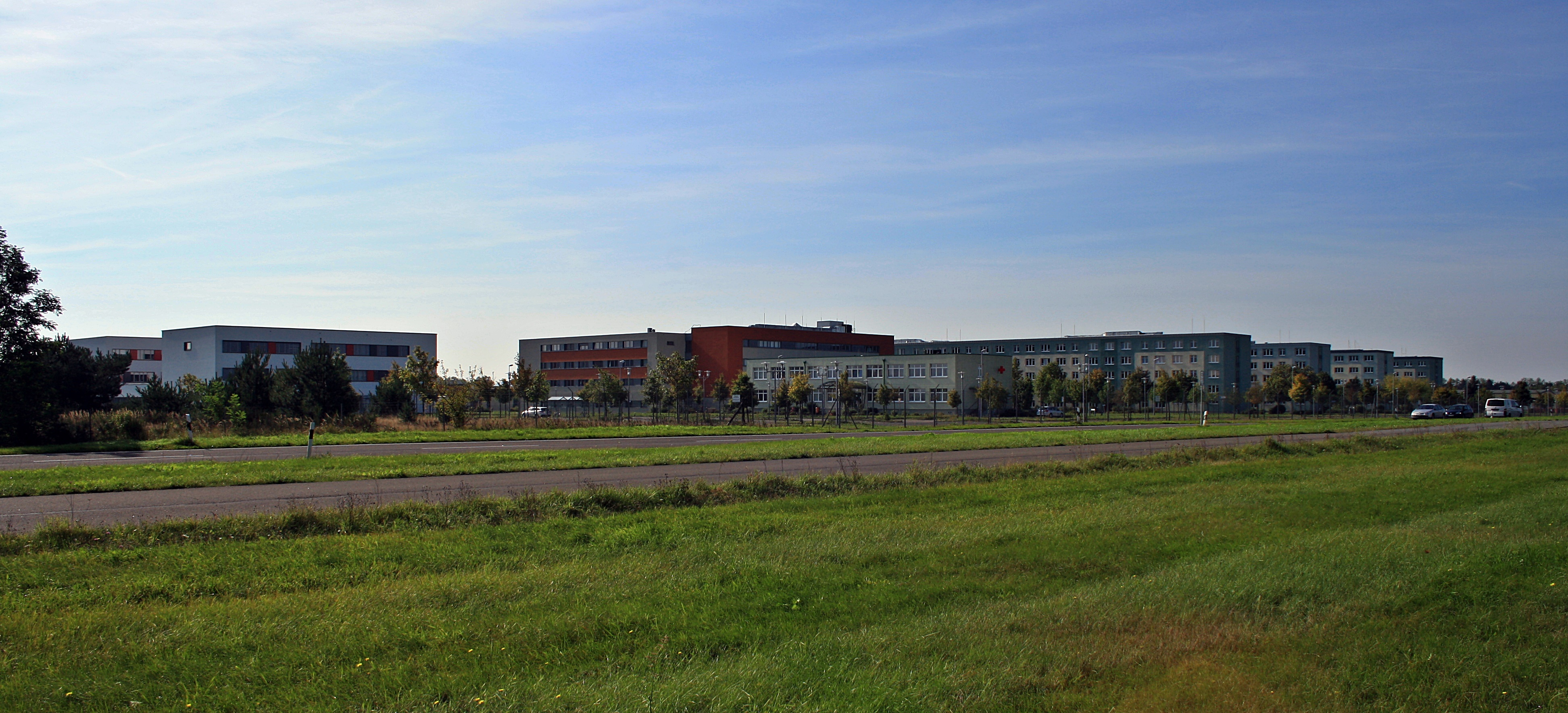
Feldwebel-Boldt-Kaserne in Delitzsch

Die Unteroffizierschule des Heeres (USH) ist die zentrale truppengattungsübergreifende Ausbildungseinrichtung für die Unteroffiziere des Heeres und die Heeresuniformträger der Streitkräftebasis, des CIR und des Zentralen Sanitätsdienste der Bundeswehr. Sie ist in der Feldwebel-Boldt-Kaserne (51° 33′ 22″ N, 12° 19′ 25″ O) in Delitzsch untergebracht.

## Auftrag
Die Unteroffizierschule des Heeres ist die zentrale Ausbildungseinrichtung für die Feldwebelanwärter und Unteroffiziere mit Portepee des Heeres und der Heeresuniformträger der Streitkräftebasis. An ihr erfolgt die abschließende Ausbildung der Feldwebelanwärter, die an den Feldwebelanwärter-/Unteroffizieranwärterbataillonen begonnen hat.
Die Englischausbildung an der USH wird durch das Referat S9 des Bundessprachenamts geleistet und ist seit Juli 2014 am Standort Delitzsch konzentriert. Des Weiteren betreut die USH Unteroffiziere für die zivilberufliche Aus- und Weiterbildung.
Folgende Lehrgänge werden an der Schule durchgeführt:
- Feldwebellehrgang AMT (allgemein militärischer Teil)
- Aufbaulehrgang für Berufsunteroffiziere
  - Fortbildungslehrgang 1 und 2
- Sprachenlehrgang Englisch
- Lehrgang Menschenführung im Einsatz für Feldwebelanwärter der Reserve

## Struktur und Organisation
Direkt verantwortlich für die Ausbildung der Soldatinnen und Soldaten sind die Lehrgruppen
- A (Alpha), am Standort Delitzsch
- B (Bravo), am Standort Delitzsch
- C (Charlie), am Standort Sondershausen
- D (Delta), am Standort Celle

Weitere Organisationseinheiten (Stab, Bereich Unterstützung, Gruppe Lehre/Ausbildung) haben Führungs- und Unterstützungsaufgaben und stellen so den organisatorischen Rahmen für die Lehre und Ausbildung in den Lehrgruppen sicher.
Jede Lehrgruppe wird von einem Lehrgruppenkommandeur im Dienstgrad Oberstleutnant geführt. Sie besteht aus sechs Inspektionen. Jede Inspektion ist in vier bis sechs Hörsäle gegliedert. Die Hörsaalstärke umfasst dabei 20 bis 25 Lehrgangsteilnehmer. 
Geführt werden die Hörsäle von Offizieren im Dienstgrad Oberleutnant bis Oberstleutnant oder Feldwebeln im Dienstgrad Hauptfeldwebel bis Oberstabsfeldwebel. Fachlehrer (z. B. für Geschichte, Wehrrecht oder Sport) unterstützen die Hörsaalleiter bei spezifischen Ausbildungsthemen. Eine Ausnahme hiervon bilden die Sprachenlehrgänge in der Lehrgruppe B. Hier wird die Ausbildung durch einen zivilen Lehrer des Bundessprachenamtes durchgeführt. 
Die Führung der jeweiligen Inspektion obliegt einem Inspektionschef im Dienstgrad Major oder Oberstleutnant (i. d. R. gewesener Kompaniechef). Der Inspektionschef wird von einem Inspektionsfeldwebel unterstützt.

## Geschichte
Am 1. Oktober 1964 wurden die Heeresunteroffizierschule I (HUS I) in Sonthofen und die Heeresunteroffizierschule II (HUS II) in Aachen aufgestellt. Sie wurden 1972 bzw. 1973 aufgelöst.
Zum 27. Juni 1990 wurden zwei Schulen mit dem gleichen Namen in Münster und Weiden in der Oberpfalz aufgestellt. Am gleichen Tag wurde auch die Heeresunteroffizierschule III (HUS III) in Lahnstein errichtet. Jede Schule war für den Bereich eines Korps des Heeres zuständig. Am 2. Oktober 1990 folgte die Heeresunteroffizierschule IV (HUS IV) in Delitzsch für das neu aufgestellte IV. Korps in den neuen Bundesländern. Sie war die Nachfolgerin der Unteroffiziersschule II „Kurt Bennewitz“ der Nationalen Volksarmee der DDR. Gründe für die Wiedereinrichtung von Heeresunteroffizierschulen neben den Truppenschulen waren sowohl die Notwendigkeit, Unteroffiziere auf Trupp-/ und Gruppenführer-Ebene in der Ausbildung allgemeiner Ausbildungsgebiete – vor allem in methodisch/didaktischer Hinsicht – einheitlich zu schulen und sicherer zu machen, als auch die guten Erfahrungen, die man mit den in den 1960er und 1970er Jahren bereits existierenden Heeresunteroffizierschulen gemacht hatte.
Mit der grundlegenden Neuordnung der Unteroffizierausbildung ab dem Jahr 2002 änderten sich Auftrag und Gliederung der HUS. Sie sind jetzt für die zentrale abschließende Ausbildung mit Laufbahnprüfung innerhalb der neu eingerichteten Feldwebellaufbahnen (Truppen- und Fachdienst) zuständig. Der Feldwebellehrgang dauert 20 Wochen und besteht aus einem zehnwöchigen allgemeinmilitärischen Teil, der die Feldwebelanwärter aller Truppengattungen befähigen soll, allgemeine Aufgaben als Vorgesetzte, Führer, Ausbilder und Erzieher wahrzunehmen. Eine zehnwöchige Sprachausbildung Englisch trägt den Forderungen, die sich aus der neuen Rolle der Bundeswehr als Einsatzarmee ergeben, Rechnung.
Zum 1. Oktober 2003 wurden die verschiedenen Heeresunteroffizierschulen zu einer Unteroffizierschule des Heeres mit vier Lehrgruppen (A–D) zusammengeführt.
2010 wurde die Lehrgruppe C nach Delitzsch verlegt und bis 2012 befristet in Weiden in der Ostmarkkaserne, heute Major-Radloff-Kaserne eine Lehrgruppe D aufgestellt. 2016 wurde die Lehrgruppe B von Münster nach Delitzsch verlegt, seitdem sind sämtliche Lehrgruppen am sächsischen Standort stationiert.
Seit dem 1. Juli 2016 waren der Unteroffizierschule des Heeres die drei Feldwebel-/Unteroffizieranwärterbataillone (FA/UA-Btl 1, FA/UA-Btl  2, FA/UA-Btl 3) des Heeres direkt unterstellt. Beginnend mit der Auflösung des FA/UA-Btl 1 und des FA/UA-Btl  2 am 22. September 2022, wird die Ausbildung der Unteroffiziere und Feldwebel des Heeres neu gestaltet.
| Nr. | Name                        | Beginn der Amtszeit | Ende der Amtszeit |
| --- | --------------------------- | ------------------- | ----------------- |
| 5   | Oberst Andreas Schnebelt    | 25. März 2025       | laufend           |
| 4   | Oberst Axel Hermeling       | 15. März 2018       | 25. März 2025     |
| 3   | Oberst Peer Luthmer         | 9. März 2011        | 15. März 2018     |
| 2   | Oberst Herbert Schmidtmeier | 24. Januar 2008     | 9. März 2011      |
| 1   | Oberst Burkhard Gaide       | 1. Oktober 2003     | 24. Januar 2008   |

## Verbandsabzeichen und Ärmelband
Das Verbandsabzeichen (getragen am linken Ärmel des Dienstanzugs) zeigt ähnlich wie alle Abzeichen der Truppenschulen zwei gekreuzte Schwerter auf rotem Grund. Darüber hinaus signalisiert ein „S“, dass es sich um eine der Schule des Heeres handelt. Die silber-schwarze Umkordelung steht im Gegensatz zu den Wappen der anderen Truppenschulen für keine für eine Truppengattung spezifische Waffenfarbe, sondern entspricht der Umrandung z. B. der Divisionsverbandsabzeichen sowie des Heeresamtes, da die Unteroffiziere auch aus allen Truppengattungen stammen. Damit entspricht es insgesamt dem Wappen des Heeresamtes mit einem zusätzlichen „S“.
Das interne Verbandsabzeichen ist in den Farben der Flagge Deutschlands Schwarz, Rot und Gold gehalten. Es greift die gekreuzten Schwerter als allgemeines Zeichen für das Heer wieder auf. Außerdem zeigt es wie das interne Verbandsabzeichen der Offizierschule des Heeres das Eiserne Kreuz.
Alle Stammsoldaten tragen zusätzlich am Dienstanzug das Ärmelband mit der Aufschrift „Unteroffizierschule des Heeres“. Das drei Zentimeter breite Ärmelband ist grau mit silberner Aufschrift. Es wird an beiden Ärmeln zwölf Zentimeter über der Ärmelunterkante getragen.